# 바티칸 리라
리라는 1929년에서 2002년까지 통용된 바티칸 시국의 통화였다.

## 역사
교황령은 1866년부터 1870년까지 독자적인 리라를 사용했지만, 영토가 로마 안까지 좁혀진 이후 폐지되었다. 1929년 라테란 조약에 의해 바티칸 시국이 성립되고, 조약문의 조항에 따라 이탈리아 리라와 동등한 첸테시모와 리라라고 명명된 별개의 동전이 제정되었다. 이탈리아 동전과 지폐는 바티칸 시국에서도 법정 화폐로서의 자격을 갖고 있었다. 바티칸 시국의 동전은 로마에서 주조되었으며 이탈리아와 산마리노에서도 법정 화폐였다.
2002년, 바티칸 시국의 통화가 유로로 변경되면서 1유로의 환율은 1936.27리라로 설정되었다. 또한, 바티칸 시국에서는 독자적인 유로 동전을 주조하고 있다.

## 동전
1929년에 구리로 주조한 5첸테시모와 10첸테시모 동전, 니켈로 주조한 20첸테시모와 50첸테시모 동전과 1리라와 2리라, 은으로 주조한 5리라와 10리라 동전이 도입되었다. 1939년에 구리가 알루미늄 청동으로 변경되었으며, 1940년에는 니켈을 스테인리스 강철로 변경하였다. 1941년부터 1943년에 걸쳐 많은 액면 단위 주조량이 감소하면서 1년에 발행이 몇천 개 정도로 그쳤다.
1947년에 1, 2, 5, 10리라로 구성된 새 경화 주조가 도입되었다. 동전들의 크기는 1951년에 작아졌다. 1955년 50리라와 100리라 스테인리스 강철화가 도입되었으며, 뒤이어 1957년에는 20리라 알루미늄 청동화가, 1958년에는 500리라 은화가 도입되었다. 1977년에 1리라와 2리라 동전이, 뒤이어 1978년에는 5리라의 제조가 중지되었다. 한편, 1978년에는 200리라 알루미늄 청동화가 도입되었으며, 뒤이어 1985년과 1997년에 각각 500리라와 1,000리라 바이메탈화가 도입되었다.

## 같이 보기
- 바티칸 시국의 유로 주화
- 바티칸 시국의 경제

## 참고 문헌
- Krause, Chester L., and Clifford Mishler (1991). 《Standard Catalog of World Coins: 1801–1991》 18판. Krause Publications. ISBN 0873411501.